# Lista över fornlämningar i Laholms kommun
Lista över fornlämningar i Laholms kommun är en förteckning av ett urval av de fornlämningar som finns i Laholms kommun.

## Hasslöv
| Namn                        | Lämningstyp         | Tillkomsttid | Historisk indelning | Plats | Läge                 | ID-nr          | Bild                                      |
| --------------------------- | ------------------- | ------------ | ------------------- | ----- | -------------------- | -------------- | ----------------------------------------- |
| Hasslöv 2:1                 | Hög                 |              | Hasslöv, Halland    |       | 56.416330, 12.993013 | 10145900020001 | Ladda upp en bild av detta fornminne      |
| Hasslöv 2:2                 | Hög                 |              | Hasslöv, Halland    |       | 56.416533, 12.993811 | 10145900020002 | Ladda upp en bild av detta fornminne      |
| Lungnarohögen (Hasslöv 3:1) | Hög                 |              | Hasslöv, Halland    |       | 56.412099, 13.009117 | 10145900030001 | Ladda upp en till bild av detta fornminne |
| Hasslöv 4:1                 | Hög                 |              | Hasslöv, Halland    |       | 56.410326, 13.008958 | 10145900040001 | Ladda upp en bild av detta fornminne      |
| Hasslöv 4:2                 | Hög                 |              | Hasslöv, Halland    |       | 56.410332, 13.009265 | 10145900040002 | Ladda upp en bild av detta fornminne      |
| Hasslöv 5:1                 | Stensättning        |              | Hasslöv, Halland    |       | 56.406262, 13.008701 | 10145900050001 | Ladda upp en bild av detta fornminne      |
| Hasslöv 6:1                 | Hög                 |              | Hasslöv, Halland    |       | 56.406023, 13.009962 | 10145900060001 | Ladda upp en bild av detta fornminne      |
| Busa höj (Hasslöv 7:1)      | Hög                 |              | Hasslöv, Halland    |       | 56.406991, 13.028199 | 10145900070001 | Ladda upp en bild av detta fornminne      |
| Hasslöv 8:1                 | Hög                 |              | Hasslöv, Halland    |       | 56.407081, 13.030365 | 10145900080001 | Ladda upp en bild av detta fornminne      |
| Hasslöv 8:2                 | Hög                 |              | Hasslöv, Halland    |       | 56.407210, 13.029985 | 10145900080002 | Ladda upp en bild av detta fornminne      |
| Hasslöv 9:1                 | Hög                 |              | Hasslöv, Halland    |       | 56.406940, 13.031572 | 10145900090001 | Ladda upp en bild av detta fornminne      |
| Hasslöv 9:2                 | Hög                 |              | Hasslöv, Halland    |       | 56.406586, 13.031851 | 10145900090002 | Ladda upp en bild av detta fornminne      |
| Stenkälen (Hasslöv 10:1)    | Hällristning        |              | Hasslöv, Halland    |       | 56.386405, 12.991011 | 10145900100001 | Ladda upp en bild av detta fornminne      |
| Hasslöv 16:1                | Stensättning        |              | Hasslöv, Halland    |       | 56.404285, 13.027556 | 10145900160001 | Ladda upp en bild av detta fornminne      |
| Hasslöv 16:2                | Hög                 |              | Hasslöv, Halland    |       | 56.404314, 13.028219 | 10145900160002 | Ladda upp en bild av detta fornminne      |
| Hasslöv 17:1                | Hög                 |              | Hasslöv, Halland    |       | 56.401965, 13.031606 | 10145900170001 | Ladda upp en bild av detta fornminne      |
| Hasslöv 17:2                | Stensättning        |              | Hasslöv, Halland    |       | 56.401850, 13.031710 | 10145900170002 | Ladda upp en bild av detta fornminne      |
| Gullhögen (Hasslöv 21:1)    | Hög                 |              | Hasslöv, Halland    |       | 56.409627, 13.004347 | 10145900210001 | Ladda upp en bild av detta fornminne      |
| Kungshögen (Hasslöv 22:1)   | Hög                 |              | Hasslöv, Halland    |       | 56.411180, 13.028419 | 10145900220001 | Ladda upp en bild av detta fornminne      |
| Hasslöv 23:1                | Hög                 |              | Hasslöv, Halland    |       | 56.414250, 13.033578 | 10145900230001 | Ladda upp en bild av detta fornminne      |
| Hasslöv 24:1                | Hög                 |              | Hasslöv, Halland    |       | 56.413350, 13.032396 | 10145900240001 | Ladda upp en bild av detta fornminne      |
| Hasslöv 24:2                | Hög                 |              | Hasslöv, Halland    |       | 56.413606, 13.032123 | 10145900240002 | Ladda upp en bild av detta fornminne      |
| Hasslöv 24:3                | Hög                 |              | Hasslöv, Halland    |       | 56.413577, 13.031668 | 10145900240003 | Ladda upp en bild av detta fornminne      |
| Hasslöv 25:1                | Hög                 |              | Hasslöv, Halland    |       | 56.405598, 13.027661 | 10145900250001 | Ladda upp en bild av detta fornminne      |
| Hasslöv 26:1                | Hög                 |              | Hasslöv, Halland    |       | 56.405387, 13.032663 | 10145900260001 | Ladda upp en bild av detta fornminne      |
| Hasslöv 26:2                | Hög                 |              | Hasslöv, Halland    |       | 56.404971, 13.031957 | 10145900260002 | Ladda upp en bild av detta fornminne      |
| Hasslöv 27:1                | Hög                 |              | Hasslöv, Halland    |       | 56.402064, 13.034824 | 10145900270001 | Ladda upp en bild av detta fornminne      |
| Hasslöv 27:2                | Stensättning        |              | Hasslöv, Halland    |       | 56.402005, 13.035022 | 10145900270002 | Ladda upp en bild av detta fornminne      |
| Hasslöv 27:3                | Stensättning        |              | Hasslöv, Halland    |       | 56.401859, 13.034933 | 10145900270003 | Ladda upp en bild av detta fornminne      |
| Hasslöv 27:4                | Hög                 |              | Hasslöv, Halland    |       | 56.401603, 13.034656 | 10145900270004 | Ladda upp en bild av detta fornminne      |
| Hasslöv 28:1                | Stensättning        |              | Hasslöv, Halland    |       | 56.402517, 13.031365 | 10145900280001 | Ladda upp en bild av detta fornminne      |
| Hasslöv 28:2                | Stensättning        |              | Hasslöv, Halland    |       | 56.402657, 13.031098 | 10145900280002 | Ladda upp en bild av detta fornminne      |
| Bondåkra (Hasslöv 30:1)     | Stensättning        |              | Hasslöv, Halland    |       | 56.402612, 13.043581 | 10145900300001 | Ladda upp en bild av detta fornminne      |
| Rankebjär (Hasslöv 31:1)    | Hög                 |              | Hasslöv, Halland    |       | 56.419826, 12.990545 | 10145900310001 | Ladda upp en bild av detta fornminne      |
| Hasslöv 37:1                | Hög                 |              | Hasslöv, Halland    |       | 56.402463, 12.993623 | 10145900370001 | Ladda upp en bild av detta fornminne      |
| Hasslöv 41:1                | Stensättning        |              | Hasslöv, Halland    |       | 56.395169, 13.023385 | 10145900410001 | Ladda upp en bild av detta fornminne      |
| Hasslöv 41:2                | Stensättning        |              | Hasslöv, Halland    |       | 56.395253, 13.023607 | 10145900410002 | Ladda upp en bild av detta fornminne      |
| Hasslöv 41:3                | Stensättning        |              | Hasslöv, Halland    |       | 56.395428, 13.023840 | 10145900410003 | Ladda upp en bild av detta fornminne      |
| Hasslöv 45:1                | Hällristning        |              | Hasslöv, Halland    |       | 56.411979, 12.976262 | 10145900450001 | Ladda upp en bild av detta fornminne      |
| Hasslöv 46:1                | Hällristning        |              | Hasslöv, Halland    |       | 56.412663, 12.977341 | 10145900460001 | Ladda upp en bild av detta fornminne      |
| Hasslöv 47:1                | Hällristning        |              | Hasslöv, Halland    |       | 56.412490, 12.972101 | 10145900470001 | Ladda upp en bild av detta fornminne      |
| Hasslöv 48:1                | Röse                |              | Hasslöv, Halland    |       | 56.412902, 12.973017 | 10145900480001 | Ladda upp en bild av detta fornminne      |
| Hasslöv 49:1                | Hällristning        |              | Hasslöv, Halland    |       | 56.414033, 12.963647 | 10145900490001 | Ladda upp en till bild av detta fornminne |
| Hasslöv 51:1                | Hällristning        |              | Hasslöv, Halland    |       | 56.414882, 12.964710 | 10145900510001 | Ladda upp en bild av detta fornminne      |
| Röhög (Hasslöv 54:1)        | Hög                 |              | Hasslöv, Halland    |       | 56.415256, 12.967689 | 10145900540001 | Ladda upp en bild av detta fornminne      |
| Allgustorp (Hasslöv 71:1)   | Lägenhetsbebyggelse |              | Hasslöv, Halland    |       | 56.407232, 12.967682 | 10145900710001 | Ladda upp en bild av detta fornminne      |
| Hasslöv 79:1                | Hällristning        |              | Hasslöv, Halland    |       | 56.388602, 13.005239 | 10145900790001 | Ladda upp en bild av detta fornminne      |
| Hasslöv 106:1               | Stensättning        |              | Hasslöv, Halland    |       | 56.407203, 13.005928 | 10145901060001 | Ladda upp en bild av detta fornminne      |
| Hasslöv 106:2               | Stensättning        |              | Hasslöv, Halland    |       | 56.407162, 13.006324 | 10145901060002 | Ladda upp en bild av detta fornminne      |
| Hasslöv 123:1               | Stensättning        |              | Hasslöv, Halland    |       | 56.408647, 12.996376 | 10145901230001 | Ladda upp en bild av detta fornminne      |
| Hasslöv 129:1               | Röse                |              | Hasslöv, Halland    |       | 56.409561, 12.997645 | 10145901290001 | Ladda upp en bild av detta fornminne      |
| Hasslöv 129:2               | Röse                |              | Hasslöv, Halland    |       | 56.409430, 12.997780 | 10145901290002 | Ladda upp en bild av detta fornminne      |
| Hasslöv 129:3               | Röse                |              | Hasslöv, Halland    |       | 56.409627, 12.997901 | 10145901290003 | Ladda upp en bild av detta fornminne      |
| Hasslöv 172:1               | Stensättning        |              | Hasslöv, Halland    |       | 56.402450, 13.029810 | 10145901720001 | Ladda upp en bild av detta fornminne      |
| Hasslöv 173:1               | Stensättning        |              | Hasslöv, Halland    |       | 56.409090, 12.993806 | 10145901730001 | Ladda upp en bild av detta fornminne      |
| Hasslöv 181:1               | Stensättning        |              | Hasslöv, Halland    |       | 56.406530, 12.980793 | 10145901810001 | Ladda upp en bild av detta fornminne      |

## Hishult
| Namn        | Lämningstyp             | Tillkomsttid | Historisk indelning | Plats | Läge                 | ID-nr          | Bild                                 |
| ----------- | ----------------------- | ------------ | ------------------- | ----- | -------------------- | -------------- | ------------------------------------ |
| Hishult 9:1 | Hällristning            |              | Hishult, Halland    |       | 56.428918, 13.305542 | 10146000090001 | Ladda upp en bild av detta fornminne |
| Hishult 9:2 | Hällristning            |              | Hishult, Halland    |       | 56.428920, 13.305655 | 10146000090002 | Ladda upp en bild av detta fornminne |
| Hishult 9:3 | Hällristning            |              | Hishult, Halland    |       | 56.428953, 13.305740 | 10146000090003 | Ladda upp en bild av detta fornminne |
| Hishult 9:4 | Hällristning            |              | Hishult, Halland    |       | 56.428923, 13.305588 | 10146000090004 | Ladda upp en bild av detta fornminne |
| Hishult 148 | Husgrund, historisk tid |              | Hishult, Halland    |       | 56.461655, 13.287117 | 12000000086103 | Ladda upp en bild av detta fornminne |

## Knäred
| Namn                    | Lämningstyp      | Tillkomsttid | Historisk indelning | Plats | Läge                 | ID-nr          | Bild                                 |
| ----------------------- | ---------------- | ------------ | ------------------- | ----- | -------------------- | -------------- | ------------------------------------ |
| Knäred 21:1             | Hällristning     |              | Knäred, Halland     |       | 56.525935, 13.316004 | 10146700210001 | Ladda upp en bild av detta fornminne |
| Knäred 22:1             | Begravningsplats |              | Knäred, Halland     |       | 56.525189, 13.314464 | 10146700220001 | Ladda upp en bild av detta fornminne |
| Knäred 22:2             | Kyrka/kapell     |              | Knäred, Halland     |       | 56.525146, 13.314698 | 10146700220002 | Ladda upp en bild av detta fornminne |
| Hallaborg (Knäred 25:1) | Borg             |              | Knäred, Halland     |       | 56.513662, 13.328239 | 10146700250001 | Ladda upp en bild av detta fornminne |
| Knäred 31:1             | Stensättning     |              | Knäred, Halland     |       | 56.508163, 13.438541 | 10146700310001 | Ladda upp en bild av detta fornminne |
| Knäred 32:1             | Röse             |              | Knäred, Halland     |       | 56.507263, 13.438807 | 10146700320001 | Ladda upp en bild av detta fornminne |
| Knäred 33:1             | Stensättning     |              | Knäred, Halland     |       | 56.507973, 13.437341 | 10146700330001 | Ladda upp en bild av detta fornminne |
| Knäred 33:2             | Stensättning     |              | Knäred, Halland     |       | 56.507592, 13.437360 | 10146700330002 | Ladda upp en bild av detta fornminne |
| Knäred 101:1            | Stensättning     |              | Knäred, Halland     |       | 56.510557, 13.443555 | 10146701010001 | Ladda upp en bild av detta fornminne |
| Knäred 102:1            | Stensättning     |              | Knäred, Halland     |       | 56.510177, 13.444198 | 10146701020001 | Ladda upp en bild av detta fornminne |
| Knäred 118:1            | Stensättning     |              | Knäred, Halland     |       | 56.556715, 13.387291 | 10146701180001 | Ladda upp en bild av detta fornminne |

## Laholm
| Namn                              | Lämningstyp                      | Tillkomsttid | Historisk indelning | Plats | Läge                 | ID-nr          | Bild                                      |
| --------------------------------- | -------------------------------- | ------------ | ------------------- | ----- | -------------------- | -------------- | ----------------------------------------- |
| Laholm 1:1                        | Hög                              |              | Laholm, Halland     |       | 56.541709, 12.968517 | 10147400010001 | Ladda upp en bild av detta fornminne      |
| Dagge hög (Laholm 2:1)            | Hög                              |              | Laholm, Halland     |       | 56.538575, 12.968905 | 10147400020001 | Ladda upp en bild av detta fornminne      |
| Laholm 3:1                        | Hög                              |              | Laholm, Halland     |       | 56.535571, 12.971343 | 10147400030001 | Ladda upp en bild av detta fornminne      |
| Laholm 4:1                        | Hög                              |              | Laholm, Halland     |       | 56.533609, 12.972305 | 10147400040001 | Ladda upp en bild av detta fornminne      |
| Laholm 4:2                        | Hög                              |              | Laholm, Halland     |       | 56.533413, 12.972460 | 10147400040002 | Ladda upp en bild av detta fornminne      |
| Laholm 5:1                        | Hög                              |              | Laholm, Halland     |       | 56.528140, 12.974621 | 10147400050001 | Ladda upp en bild av detta fornminne      |
| Laholm 5:2                        | Hög                              |              | Laholm, Halland     |       | 56.527936, 12.974384 | 10147400050002 | Ladda upp en bild av detta fornminne      |
| Laholm 6:1                        | Hög                              |              | Laholm, Halland     |       | 56.526133, 12.973405 | 10147400060001 | Ladda upp en bild av detta fornminne      |
| Laholm 7:1                        | Hög                              |              | Laholm, Halland     |       | 56.526786, 12.995681 | 10147400070001 | Ladda upp en bild av detta fornminne      |
| Laholm 9:1                        | Hög                              |              | Laholm, Halland     |       | 56.539637, 13.030531 | 10147400090001 | Ladda upp en bild av detta fornminne      |
| Laholm 9:2                        | Hög                              |              | Laholm, Halland     |       | 56.539762, 13.030217 | 10147400090002 | Ladda upp en bild av detta fornminne      |
| Laholm 9:3                        | Stensättning                     |              | Laholm, Halland     |       | 56.539894, 13.029975 | 10147400090003 | Ladda upp en bild av detta fornminne      |
| Laholm 9:4                        | Stensättning                     |              | Laholm, Halland     |       | 56.540045, 13.029539 | 10147400090004 | Ladda upp en bild av detta fornminne      |
| Laholm 10:1                       | Hög                              |              | Laholm, Halland     |       | 56.539143, 13.032350 | 10147400100001 | Ladda upp en bild av detta fornminne      |
| Kumlehög (Laholm 14:1)            | Hög                              |              | Laholm, Halland     |       | 56.529893, 13.035750 | 10147400140001 | Ladda upp en bild av detta fornminne      |
| Hunnehög (Laholm 16:1)            | Stensättning                     |              | Laholm, Halland     |       | 56.522757, 13.003686 | 10147400160001 | Ladda upp en bild av detta fornminne      |
| Nr 1 Kung Ises hög. (Laholm 17:1) | Hög                              |              | Laholm, Halland     |       | 56.518137, 13.026444 | 10147400170001 | Ladda upp en till bild av detta fornminne |
| Nr 1 Kung Ises hög. (Laholm 17:2) | Grav markerad av sten/block      |              | Laholm, Halland     |       | 56.518111, 13.027280 | 10147400170002 | Ladda upp en bild av detta fornminne      |
| Laholm 19:1                       | Hög                              |              | Laholm, Halland     |       | 56.537961, 13.058194 | 10147400190001 | Ladda upp en bild av detta fornminne      |
| Semikulle. (Laholm 20:1)          | Hög                              |              | Laholm, Halland     |       | 56.535941, 13.059435 | 10147400200001 | Ladda upp en bild av detta fornminne      |
| Laholm 21:1                       | Hög                              |              | Laholm, Halland     |       | 56.536410, 13.054814 | 10147400210001 | Ladda upp en bild av detta fornminne      |
| Laholm 22:1                       | Hög                              |              | Laholm, Halland     |       | 56.535809, 13.054453 | 10147400220001 | Ladda upp en bild av detta fornminne      |
| Laholm 23:1                       | Hög                              |              | Laholm, Halland     |       | 56.534046, 13.050813 | 10147400230001 | Ladda upp en bild av detta fornminne      |
| Laholm 23:2                       | Hög                              |              | Laholm, Halland     |       | 56.533607, 13.050878 | 10147400230002 | Ladda upp en bild av detta fornminne      |
| Laholm 24:1                       | Hög                              |              | Laholm, Halland     |       | 56.533130, 13.049893 | 10147400240001 | Ladda upp en bild av detta fornminne      |
| Laholm 25:1                       | Hög                              |              | Laholm, Halland     |       | 56.532404, 13.050155 | 10147400250001 | Ladda upp en bild av detta fornminne      |
| Laholm 26:1                       | Hög                              |              | Laholm, Halland     |       | 56.531996, 13.051161 | 10147400260001 | Ladda upp en bild av detta fornminne      |
| Laholm 26:2                       | Hög                              |              | Laholm, Halland     |       | 56.531873, 13.051301 | 10147400260002 | Ladda upp en bild av detta fornminne      |
| Laholm 26:3                       | Hög                              |              | Laholm, Halland     |       | 56.531592, 13.051566 | 10147400260003 | Ladda upp en bild av detta fornminne      |
| Laholm 27:1                       | Hög                              |              | Laholm, Halland     |       | 56.531532, 13.060772 | 10147400270001 | Ladda upp en bild av detta fornminne      |
| Laholm 29:1                       | Hög                              |              | Laholm, Halland     |       | 56.533642, 13.065037 | 10147400290001 | Ladda upp en bild av detta fornminne      |
| Klintehög (Laholm 31:1)           | Hög                              |              | Laholm, Halland     |       | 56.542519, 13.091224 | 10147400310001 | Ladda upp en bild av detta fornminne      |
| Laholm 32:1                       | Hög                              |              | Laholm, Halland     |       | 56.534665, 13.105983 | 10147400320001 | Ladda upp en bild av detta fornminne      |
| Laholm 33:1                       | Hög                              |              | Laholm, Halland     |       | 56.526037, 13.049723 | 10147400330001 | Ladda upp en bild av detta fornminne      |
| Laholm 36:1                       | Hög                              |              | Laholm, Halland     |       | 56.523647, 13.064135 | 10147400360001 | Ladda upp en bild av detta fornminne      |
| Laholm 37:1                       | Hög                              |              | Laholm, Halland     |       | 56.523260, 13.063011 | 10147400370001 | Ladda upp en bild av detta fornminne      |
| Lagaholm (Laholm 38:1)            | Fästning/skans                   |              | Laholm, Halland     |       | 56.516197, 13.050517 | 10147400380001 | Ladda upp en till bild av detta fornminne |
| Lagaholm (Laholm 38:2)            | Begravningsplats                 |              | Laholm, Halland     |       | 56.516550, 13.048928 | 10147400380002 | Ladda upp en bild av detta fornminne      |
| Laholm 40:1                       | Hög                              |              | Laholm, Halland     |       | 56.518486, 13.057397 | 10147400400001 | Ladda upp en bild av detta fornminne      |
| Laholm 40:2                       | Hög                              |              | Laholm, Halland     |       | 56.518447, 13.058697 | 10147400400002 | Ladda upp en bild av detta fornminne      |
| Laholm 41:1                       | Hög                              |              | Laholm, Halland     |       | 56.518321, 13.059474 | 10147400410001 | Ladda upp en bild av detta fornminne      |
| Laholm 43:1                       | Hög                              |              | Laholm, Halland     |       | 56.518349, 13.068376 | 10147400430001 | Ladda upp en bild av detta fornminne      |
| Laholm 44:1                       | Hög                              |              | Laholm, Halland     |       | 56.518256, 13.070479 | 10147400440001 | Ladda upp en bild av detta fornminne      |
| Brönnehög (Laholm 46:1)           | Hög                              |              | Laholm, Halland     |       | 56.509279, 13.098779 | 10147400460001 | Ladda upp en bild av detta fornminne      |
| Laholm 47:1                       | Hällristning                     |              | Laholm, Halland     |       | 56.511977, 13.118028 | 10147400470001 | Ladda upp en bild av detta fornminne      |
| Laholm 48:1                       | Hög                              |              | Laholm, Halland     |       | 56.508733, 13.106733 | 10147400480001 | Ladda upp en bild av detta fornminne      |
| Laholm 49:1                       | Hög                              |              | Laholm, Halland     |       | 56.508398, 13.107782 | 10147400490001 | Ladda upp en bild av detta fornminne      |
| Laholm 50:1                       | Hällristning                     |              | Laholm, Halland     |       | 56.507613, 13.108397 | 10147400500001 | Ladda upp en bild av detta fornminne      |
| Laholm 51:1                       | Hög                              |              | Laholm, Halland     |       | 56.507343, 13.110984 | 10147400510001 | Ladda upp en bild av detta fornminne      |
| Laholm 52:1                       | Stenkammargrav                   |              | Laholm, Halland     |       | 56.506959, 13.113354 | 10147400520001 | Ladda upp en bild av detta fornminne      |
| Laholm 56:1                       | Stensättning                     |              | Laholm, Halland     |       | 56.509805, 13.119612 | 10147400560001 | Ladda upp en bild av detta fornminne      |
| Laholm 56:2                       | Hällristning                     |              | Laholm, Halland     |       | 56.509561, 13.118835 | 10147400560002 | Ladda upp en bild av detta fornminne      |
| Asprahögen (Laholm 58:1)          | Hög                              |              | Laholm, Halland     |       | 56.504478, 13.080787 | 10147400580001 | Ladda upp en bild av detta fornminne      |
| Laholm 59:1                       | Hög                              |              | Laholm, Halland     |       | 56.504125, 13.081789 | 10147400590001 | Ladda upp en bild av detta fornminne      |
| Laholm 60:1                       | Hög                              |              | Laholm, Halland     |       | 56.500067, 13.099099 | 10147400600001 | Ladda upp en bild av detta fornminne      |
| Laholm 62:1                       | Hög                              |              | Laholm, Halland     |       | 56.520681, 13.131351 | 10147400620001 | Ladda upp en bild av detta fornminne      |
| Älvahög (Laholm 63:1)             | Stensättning                     |              | Laholm, Halland     |       | 56.517718, 13.136887 | 10147400630001 | Ladda upp en bild av detta fornminne      |
| Laholm 142:1                      | Hällristning                     |              | Laholm, Halland     |       | 56.515009, 13.050039 | 10147401420001 | Ladda upp en bild av detta fornminne      |
| Laholm 146:1                      | Hög                              |              | Laholm, Halland     |       | 56.536958, 13.130763 | 10147401460001 | Ladda upp en bild av detta fornminne      |
| Laholm 146:2                      | Stensättning                     |              | Laholm, Halland     |       | 56.537290, 13.130694 | 10147401460002 | Ladda upp en bild av detta fornminne      |
| Laholm 146:3                      | Stensättning                     |              | Laholm, Halland     |       | 56.537161, 13.130572 | 10147401460003 | Ladda upp en bild av detta fornminne      |
| Laholm 226                        | Husgrund, förhistorisk/medeltida |              | Laholm, Halland     |       | 56.519660, 13.033625 | 12000000002373 | Ladda upp en bild av detta fornminne      |

## Laholms stad
| Namn                              | Lämningstyp             | Tillkomsttid | Historisk indelning   | Plats | Läge                 | ID-nr          | Bild                                 |
| --------------------------------- | ----------------------- | ------------ | --------------------- | ----- | -------------------- | -------------- | ------------------------------------ |
| Mellanhög (Laholms stad 1:1)      | Grav- och boplatsområde |              | Laholms stad, Halland |       | 56.504539, 13.022960 | 10308000010001 | Ladda upp en bild av detta fornminne |
| Laholms stad 2:1                  | Hög                     |              | Laholms stad, Halland |       | 56.499695, 13.024382 | 10308000020001 | Ladda upp en bild av detta fornminne |
| Laholms stad 3:1                  | Hög                     |              | Laholms stad, Halland |       | 56.498962, 13.025107 | 10308000030001 | Ladda upp en bild av detta fornminne |
| Billingens hög (Laholms stad 4:1) | Hög                     |              | Laholms stad, Halland |       | 56.499544, 13.026470 | 10308000040001 | Ladda upp en bild av detta fornminne |
| Olanders kulle (Laholms stad 7:1) | Hög                     |              | Laholms stad, Halland |       | 56.498065, 13.028906 | 10308000070001 | Ladda upp en bild av detta fornminne |
| Laholms stad 9:1                  | Hög                     |              | Laholms stad, Halland |       | 56.498173, 13.036577 | 10308000090001 | Ladda upp en bild av detta fornminne |
| Laholms stad 10:1                 | Hög                     |              | Laholms stad, Halland |       | 56.498038, 13.037479 | 10308000100001 | Ladda upp en bild av detta fornminne |
| Snickers hög (Laholms stad 12:1)  | Hög                     |              | Laholms stad, Halland |       | 56.506922, 13.064821 | 10308000120001 | Ladda upp en bild av detta fornminne |
| Laholms stad 12:2                 | Grav- och boplatsområde |              | Laholms stad, Halland |       | 56.505369, 13.066075 | 10308000120002 | Ladda upp en bild av detta fornminne |

## Ränneslöv
| Namn                      | Lämningstyp  | Tillkomsttid | Historisk indelning | Plats | Läge                 | ID-nr          | Bild                                 |
| ------------------------- | ------------ | ------------ | ------------------- | ----- | -------------------- | -------------- | ------------------------------------ |
| Ränneslöv 3:1             | Hällristning |              | Ränneslöv, Halland  |       | 56.467298, 13.089220 | 10148500030001 | Ladda upp en bild av detta fornminne |
| Ränneslöv 5:1             | Hög          |              | Ränneslöv, Halland  |       | 56.476434, 13.125358 | 10148500050001 | Ladda upp en bild av detta fornminne |
| Ränneslöv 6:1             | Hög          |              | Ränneslöv, Halland  |       | 56.475019, 13.123101 | 10148500060001 | Ladda upp en bild av detta fornminne |
| Ränneslöv 6:2             | Hög          |              | Ränneslöv, Halland  |       | 56.474866, 13.122590 | 10148500060002 | Ladda upp en bild av detta fornminne |
| Ränneslöv 6:3             | Hög          |              | Ränneslöv, Halland  |       | 56.474822, 13.123616 | 10148500060003 | Ladda upp en bild av detta fornminne |
| Ränneslöv 6:4             | Hög          |              | Ränneslöv, Halland  |       | 56.474643, 13.123188 | 10148500060004 | Ladda upp en bild av detta fornminne |
| Abulahög (Ränneslöv 8:1)  | Hög          |              | Ränneslöv, Halland  |       | 56.471338, 13.096535 | 10148500080001 | Ladda upp en bild av detta fornminne |
| Ränneslöv 10:1            | Hög          |              | Ränneslöv, Halland  |       | 56.459331, 13.070498 | 10148500100001 | Ladda upp en bild av detta fornminne |
| Ränneslöv 14:1            | Hög          |              | Ränneslöv, Halland  |       | 56.451345, 13.075158 | 10148500140001 | Ladda upp en bild av detta fornminne |
| Ränneslöv 14:2            | Hög          |              | Ränneslöv, Halland  |       | 56.451250, 13.075390 | 10148500140002 | Ladda upp en bild av detta fornminne |
| Ränneslöv 15:1            | Hög          |              | Ränneslöv, Halland  |       | 56.446518, 13.063329 | 10148500150001 | Ladda upp en bild av detta fornminne |
| Ränneslöv 16:1            | Hög          |              | Ränneslöv, Halland  |       | 56.448867, 13.076781 | 10148500160001 | Ladda upp en bild av detta fornminne |
| Ränneslöv 17:1            | Hög          |              | Ränneslöv, Halland  |       | 56.447562, 13.076176 | 10148500170001 | Ladda upp en bild av detta fornminne |
| Ränneslöv 18:1            | Hög          |              | Ränneslöv, Halland  |       | 56.442450, 13.082724 | 10148500180001 | Ladda upp en bild av detta fornminne |
| Ränneslöv 19:1            | Hög          |              | Ränneslöv, Halland  |       | 56.441093, 13.081380 | 10148500190001 | Ladda upp en bild av detta fornminne |
| Ränneslöv 21:1            | Hög          |              | Ränneslöv, Halland  |       | 56.439705, 13.086504 | 10148500210001 | Ladda upp en bild av detta fornminne |
| Ränneslöv 22:1            | Hög          |              | Ränneslöv, Halland  |       | 56.440779, 13.090222 | 10148500220001 | Ladda upp en bild av detta fornminne |
| Boahög (Ränneslöv 23:1)   | Hög          |              | Ränneslöv, Halland  |       | 56.451894, 13.089668 | 10148500230001 | Ladda upp en bild av detta fornminne |
| Ränneslöv 25:1            | Hög          |              | Ränneslöv, Halland  |       | 56.461147, 13.127830 | 10148500250001 | Ladda upp en bild av detta fornminne |
| Ränneslöv 26:1            | Hög          |              | Ränneslöv, Halland  |       | 56.481905, 13.157863 | 10148500260001 | Ladda upp en bild av detta fornminne |
| Ränneslöv 27:1            | Stensättning |              | Ränneslöv, Halland  |       | 56.481697, 13.158999 | 10148500270001 | Ladda upp en bild av detta fornminne |
| Ränneslöv 27:2            | Stensättning |              | Ränneslöv, Halland  |       | 56.481548, 13.159546 | 10148500270002 | Ladda upp en bild av detta fornminne |
| Ränneslöv 28:1            | Hög          |              | Ränneslöv, Halland  |       | 56.481684, 13.162038 | 10148500280001 | Ladda upp en bild av detta fornminne |
| Ränneslöv 28:2            | Hög          |              | Ränneslöv, Halland  |       | 56.481750, 13.162196 | 10148500280002 | Ladda upp en bild av detta fornminne |
| Ränneslöv 29:1            | Stensättning |              | Ränneslöv, Halland  |       | 56.480497, 13.163587 | 10148500290001 | Ladda upp en bild av detta fornminne |
| Ränneslöv 30:1            | Hög          |              | Ränneslöv, Halland  |       | 56.480122, 13.164930 | 10148500300001 | Ladda upp en bild av detta fornminne |
| Ränneslöv 31:1            | Hög          |              | Ränneslöv, Halland  |       | 56.478407, 13.174282 | 10148500310001 | Ladda upp en bild av detta fornminne |
| Ränneslöv 34:1(3)         | Stensättning |              | Ränneslöv, Halland  |       | koordinater saknas   | 11113000000916 | Ladda upp en bild av detta fornminne |
| Ränneslöv 34:1(4)         | Stensättning |              | Ränneslöv, Halland  |       | koordinater saknas   | 11113000000917 | Ladda upp en bild av detta fornminne |
| Ränneslöv 35:1            | Stensättning |              | Ränneslöv, Halland  |       | 56.454896, 13.144430 | 10148500350001 | Ladda upp en bild av detta fornminne |
| Ränneslöv 35:2            | Stensättning |              | Ränneslöv, Halland  |       | 56.454634, 13.144368 | 10148500350002 | Ladda upp en bild av detta fornminne |
| Ränneslöv 35:3            | Stensättning |              | Ränneslöv, Halland  |       | 56.455355, 13.144464 | 10148500350003 | Ladda upp en bild av detta fornminne |
| Ränneslöv 36:1            | Stensättning |              | Ränneslöv, Halland  |       | 56.454475, 13.152513 | 10148500360001 | Ladda upp en bild av detta fornminne |
| Ränneslöv 37:1            | Stensättning |              | Ränneslöv, Halland  |       | 56.454673, 13.156557 | 10148500370001 | Ladda upp en bild av detta fornminne |
| Ränneslöv 38:1            | Stensättning |              | Ränneslöv, Halland  |       | 56.451718, 13.152163 | 10148500380001 | Ladda upp en bild av detta fornminne |
| Ränneslöv 39:1            | Hög          |              | Ränneslöv, Halland  |       | 56.447961, 13.132879 | 10148500390001 | Ladda upp en bild av detta fornminne |
| Ränneslöv 40:1            | Hög          |              | Ränneslöv, Halland  |       | 56.447474, 13.132395 | 10148500400001 | Ladda upp en bild av detta fornminne |
| Feslehög (Ränneslöv 41:1) | Hög          |              | Ränneslöv, Halland  |       | 56.446597, 13.154177 | 10148500410001 | Ladda upp en bild av detta fornminne |
| Ränneslöv 42:1            | Hög          |              | Ränneslöv, Halland  |       | 56.447163, 13.156603 | 10148500420001 | Ladda upp en bild av detta fornminne |
| Ränneslöv 46:1            | Hög          |              | Ränneslöv, Halland  |       | 56.454149, 13.188853 | 10148500460001 | Ladda upp en bild av detta fornminne |
| Ränneslöv 99:1            | Hällristning |              | Ränneslöv, Halland  |       | 56.447687, 13.158740 | 10148500990001 | Ladda upp en bild av detta fornminne |

## Skummeslöv
| Namn                     | Lämningstyp | Tillkomsttid | Historisk indelning | Plats | Läge                 | ID-nr          | Bild                                 |
| ------------------------ | ----------- | ------------ | ------------------- | ----- | -------------------- | -------------- | ------------------------------------ |
| Mulahög (Skummeslöv 2:1) | Hög         |              | Skummeslöv, Halland |       | 56.453458, 12.967237 | 10148900020001 | Ladda upp en bild av detta fornminne |

## Tjärby
| Namn                           | Lämningstyp             | Tillkomsttid | Historisk indelning | Plats | Läge                 | ID-nr          | Bild                                      |
| ------------------------------ | ----------------------- | ------------ | ------------------- | ----- | -------------------- | -------------- | ----------------------------------------- |
| Tjärby 4:1                     | Hällristning            |              | Tjärby, Halland     |       | 56.567208, 13.034329 | 10150400040001 | Ladda upp en bild av detta fornminne      |
| Lussehög (Tjärby 11:1)         | Hög                     |              | Tjärby, Halland     |       | 56.541517, 13.050219 | 10150400110001 | Ladda upp en bild av detta fornminne      |
| Gröthögarna (Tjärby 12:1)      | Hög                     |              | Tjärby, Halland     |       | 56.541811, 13.053629 | 10150400120001 | Ladda upp en bild av detta fornminne      |
| Gröthögarna (Tjärby 12:2)      | Stensättning            |              | Tjärby, Halland     |       | 56.541688, 13.053362 | 10150400120002 | Ladda upp en bild av detta fornminne      |
| Gröthögarna (Tjärby 12:3)      | Hög                     |              | Tjärby, Halland     |       | 56.541318, 13.053292 | 10150400120003 | Ladda upp en bild av detta fornminne      |
| Eskehögarna (Tjärby 13:1)      | Hög                     |              | Tjärby, Halland     |       | 56.540402, 13.062776 | 10150400130001 | Ladda upp en bild av detta fornminne      |
| Eskehögarna (Tjärby 13:2)      | Hög                     |              | Tjärby, Halland     |       | 56.540036, 13.062901 | 10150400130002 | Ladda upp en bild av detta fornminne      |
| Eskehögarna (Tjärby 13:3)      | Hög                     |              | Tjärby, Halland     |       | 56.539628, 13.062720 | 10150400130003 | Ladda upp en bild av detta fornminne      |
| Eskehögarna (Tjärby 14:1)      | Hög                     |              | Tjärby, Halland     |       | 56.540690, 13.063600 | 10150400140001 | Ladda upp en bild av detta fornminne      |
| Eskehögarna (Tjärby 14:2)      | Hög                     |              | Tjärby, Halland     |       | 56.540739, 13.063759 | 10150400140002 | Ladda upp en bild av detta fornminne      |
| Tjärby 15:1                    | Hög                     |              | Tjärby, Halland     |       | 56.548828, 13.069807 | 10150400150001 | Ladda upp en bild av detta fornminne      |
| Tjärby 16:1                    | Hög                     |              | Tjärby, Halland     |       | 56.547748, 13.053151 | 10150400160001 | Ladda upp en bild av detta fornminne      |
| Dunahög (Tjärby 17:1)          | Hög                     |              | Tjärby, Halland     |       | 56.547322, 13.053785 | 10150400170001 | Ladda upp en bild av detta fornminne      |
| Tjärby 20:1                    | Hög                     |              | Tjärby, Halland     |       | 56.549661, 13.069697 | 10150400200001 | Ladda upp en bild av detta fornminne      |
| Trehögarna (Tjärby 21:1)       | Hög                     |              | Tjärby, Halland     |       | 56.550400, 13.067828 | 10150400210001 | Ladda upp en bild av detta fornminne      |
| Trehögarna (Tjärby 21:2)       | Hög                     |              | Tjärby, Halland     |       | 56.550065, 13.067682 | 10150400210002 | Ladda upp en bild av detta fornminne      |
| Trehögarna (Tjärby 21:3)       | Hög                     |              | Tjärby, Halland     |       | 56.549774, 13.067557 | 10150400210003 | Ladda upp en bild av detta fornminne      |
| Ättahög, Attahög (Tjärby 24:1) | Hög                     |              | Tjärby, Halland     |       | 56.557880, 13.067603 | 10150400240001 | Ladda upp en bild av detta fornminne      |
| Ängabjärshögen (Tjärby 29:1)   | Hög                     |              | Tjärby, Halland     |       | 56.561179, 13.062508 | 10150400290001 | Ladda upp en bild av detta fornminne      |
| Drottninghall (Tjärby 31:1)    | Stensättning            |              | Tjärby, Halland     |       | 56.553157, 13.060228 | 10150400310001 | Ladda upp en bild av detta fornminne      |
| Lövsalahögen (Tjärby 32:1)     | Hög                     |              | Tjärby, Halland     |       | 56.557245, 13.044060 | 10150400320001 | Ladda upp en bild av detta fornminne      |
| Tjärby 35:1                    | Hög                     |              | Tjärby, Halland     |       | 56.553585, 13.043538 | 10150400350001 | Ladda upp en bild av detta fornminne      |
| Tjärby 36:1                    | Hög                     |              | Tjärby, Halland     |       | 56.562712, 13.040720 | 10150400360001 | Ladda upp en bild av detta fornminne      |
| Tjärby 36:2                    | Hög                     |              | Tjärby, Halland     |       | 56.562359, 13.040600 | 10150400360002 | Ladda upp en bild av detta fornminne      |
| Krokstenen (Tjärby 37:1)       | Gravfält                |              | Tjärby, Halland     |       | 56.550109, 13.051540 | 10150400370001 | Ladda upp en till bild av detta fornminne |
| Hunekull (Tjärby 40:1)         | Hög                     |              | Tjärby, Halland     |       | 56.555738, 13.054390 | 10150400400001 | Ladda upp en bild av detta fornminne      |
| Tjärby 47:1                    | Hällristning            |              | Tjärby, Halland     |       | 56.557072, 13.064475 | 10150400470001 | Ladda upp en bild av detta fornminne      |
| Tjärby 47:2                    | Hällristning            |              | Tjärby, Halland     |       | 56.557150, 13.064306 | 10150400470002 | Ladda upp en bild av detta fornminne      |
| Tjärby 47:3                    | Hällristning            |              | Tjärby, Halland     |       | 56.557163, 13.064500 | 10150400470003 | Ladda upp en bild av detta fornminne      |
| Tjärby 47:4                    | Hällristning            |              | Tjärby, Halland     |       | 56.557128, 13.064145 | 10150400470004 | Ladda upp en bild av detta fornminne      |
| Tjärby 47:5                    | Hällristning            |              | Tjärby, Halland     |       | 56.557163, 13.063994 | 10150400470005 | Ladda upp en bild av detta fornminne      |
| Tjärby 58:1                    | Hög                     |              | Tjärby, Halland     |       | 56.558176, 13.034178 | 10150400580001 | Ladda upp en bild av detta fornminne      |
| Tjärby 68                      | Grav- och boplatsområde |              | Tjärby, Halland     |       | 56.548949, 13.048952 | 12000000000926 | Ladda upp en bild av detta fornminne      |

## Veinge
| Namn                                    | Lämningstyp                      | Tillkomsttid | Historisk indelning | Plats | Läge                 | ID-nr          | Bild                                      |
| --------------------------------------- | -------------------------------- | ------------ | ------------------- | ----- | -------------------- | -------------- | ----------------------------------------- |
| Köllbjär (Veinge 2:1)                   | Stensättning                     |              | Veinge, Halland     |       | 56.591895, 13.047898 | 10151800020001 | Ladda upp en bild av detta fornminne      |
| Köllbjär (Veinge 2:2)                   | Stensättning                     |              | Veinge, Halland     |       | 56.591874, 13.048176 | 10151800020002 | Ladda upp en bild av detta fornminne      |
| Veinge 6:1                              | Hög                              |              | Veinge, Halland     |       | 56.582204, 13.089933 | 10151800060001 | Ladda upp en bild av detta fornminne      |
| Veinge 6:2                              | Hög                              |              | Veinge, Halland     |       | 56.582231, 13.089535 | 10151800060002 | Ladda upp en bild av detta fornminne      |
| Villhögen (Veinge 8:1)                  | Hög                              |              | Veinge, Halland     |       | 56.585756, 13.106510 | 10151800080001 | Ladda upp en bild av detta fornminne      |
| Veinge 13:1                             | Hög                              |              | Veinge, Halland     |       | 56.589548, 13.115435 | 10151800130001 | Ladda upp en bild av detta fornminne      |
| Veinge 13:3                             | Hög                              |              | Veinge, Halland     |       | 56.589270, 13.115026 | 10151800130003 | Ladda upp en bild av detta fornminne      |
| Jättatinget (Veinge 21:1)               | Stenkrets                        |              | Veinge, Halland     |       | 56.578627, 13.102635 | 10151800210001 | Ladda upp en bild av detta fornminne      |
| Jättatinget (Veinge 21:2)               | Stensättning                     |              | Veinge, Halland     |       | 56.578777, 13.102769 | 10151800210002 | Ladda upp en bild av detta fornminne      |
| Vingshögarna (Veinge 22:1)              | Hög                              |              | Veinge, Halland     |       | 56.576205, 13.103014 | 10151800220001 | Ladda upp en till bild av detta fornminne |
| Vingshögarna (Veinge 22:2)              | Hög                              |              | Veinge, Halland     |       | 56.576301, 13.103440 | 10151800220002 | Ladda upp en till bild av detta fornminne |
| Vingshögarna (Veinge 22:3)              | Hög                              |              | Veinge, Halland     |       | 56.576267, 13.103761 | 10151800220003 | Ladda upp en till bild av detta fornminne |
| Bolla högar (Veinge 27:1)               | Hög                              |              | Veinge, Halland     |       | 56.577925, 13.115741 | 10151800270001 | Ladda upp en bild av detta fornminne      |
| Bolla högar (Veinge 27:2)               | Hög                              |              | Veinge, Halland     |       | 56.578392, 13.115775 | 10151800270002 | Ladda upp en bild av detta fornminne      |
| Finnahög (Veinge 29:1)                  | Hög                              |              | Veinge, Halland     |       | 56.581567, 13.123912 | 10151800290001 | Ladda upp en bild av detta fornminne      |
| Veinge 31:1                             | Grav markerad av sten/block      |              | Veinge, Halland     |       | 56.590646, 13.153647 | 10151800310001 | Ladda upp en bild av detta fornminne      |
| Veinge 44:1                             | Hällristning                     |              | Veinge, Halland     |       | 56.572782, 13.090144 | 10151800440001 | Ladda upp en bild av detta fornminne      |
| Krigshögarna (Veinge 59:1)              | Hög                              |              | Veinge, Halland     |       | 56.548644, 13.074359 | 10151800590001 | Ladda upp en bild av detta fornminne      |
| Krigshögarna (Veinge 59:2)              | Hög                              |              | Veinge, Halland     |       | 56.548514, 13.074190 | 10151800590002 | Ladda upp en bild av detta fornminne      |
| Krigshögarna (Veinge 59:3)              | Hög                              |              | Veinge, Halland     |       | 56.548519, 13.074401 | 10151800590003 | Ladda upp en bild av detta fornminne      |
| Svenskgraven, Danskgraven (Veinge 60:1) | Husgrund, förhistorisk/medeltida |              | Veinge, Halland     |       | 56.549764, 13.075008 | 10151800600001 | Ladda upp en bild av detta fornminne      |
| Svenskgraven, Danskgraven (Veinge 60:2) | Husgrund, förhistorisk/medeltida |              | Veinge, Halland     |       | 56.549573, 13.074924 | 10151800600002 | Ladda upp en bild av detta fornminne      |
| Vibes hög (Veinge 62:1)                 | Hög                              |              | Veinge, Halland     |       | 56.555680, 13.076357 | 10151800620001 | Ladda upp en bild av detta fornminne      |
| Skibes hög (Veinge 63:1)                | Hög                              |              | Veinge, Halland     |       | 56.557283, 13.080484 | 10151800630001 | Ladda upp en bild av detta fornminne      |
| Vessingehögen, Byhögen (Veinge 64:1)    | Hög                              |              | Veinge, Halland     |       | 56.558718, 13.081582 | 10151800640001 | Ladda upp en till bild av detta fornminne |
| S:t Hans kapell (Veinge 67:1)           | Kyrka/kapell                     |              | Veinge, Halland     |       | 56.565032, 13.107018 | 10151800670001 | Ladda upp en bild av detta fornminne      |
| Veinge 69:1                             | Hög                              |              | Veinge, Halland     |       | 56.559670, 13.113156 | 10151800690001 | Ladda upp en bild av detta fornminne      |
| Veinge 70:1                             | Hög                              |              | Veinge, Halland     |       | 56.562290, 13.110555 | 10151800700001 | Ladda upp en bild av detta fornminne      |
| Veinge 71:1                             | Hög                              |              | Veinge, Halland     |       | 56.559665, 13.115759 | 10151800710001 | Ladda upp en bild av detta fornminne      |
| Dunahög, Dunhög, Döna hög (Veinge 72:1) | Hög                              |              | Veinge, Halland     |       | 56.556960, 13.106499 | 10151800720001 | Ladda upp en bild av detta fornminne      |
| Skogbohög, Skogsbohöj (Veinge 73:1)     | Hög                              |              | Veinge, Halland     |       | 56.551844, 13.108753 | 10151800730001 | Ladda upp en bild av detta fornminne      |
| Veinge 74:1                             | Hög                              |              | Veinge, Halland     |       | 56.549595, 13.111846 | 10151800740001 | Ladda upp en bild av detta fornminne      |
| Veinge 76:1                             | Hög                              |              | Veinge, Halland     |       | 56.550776, 13.116460 | 10151800760001 | Ladda upp en bild av detta fornminne      |
| Veinge 77:1                             | Hög                              |              | Veinge, Halland     |       | 56.551227, 13.117712 | 10151800770001 | Ladda upp en bild av detta fornminne      |
| Horsabjär (Veinge 78:1)                 | Gravfält                         |              | Veinge, Halland     |       | 56.554295, 13.116951 | 10151800780001 | Ladda upp en bild av detta fornminne      |
| Veinge 79:1                             | Stensättning                     |              | Veinge, Halland     |       | 56.554634, 13.117788 | 10151800790001 | Ladda upp en bild av detta fornminne      |
| Veinge 79:2                             | Stensättning                     |              | Veinge, Halland     |       | 56.554630, 13.118016 | 10151800790002 | Ladda upp en bild av detta fornminne      |
| Veinge 81:1                             | Hög                              |              | Veinge, Halland     |       | 56.547540, 13.107557 | 10151800810001 | Ladda upp en bild av detta fornminne      |
| Veinge 82:1                             | Hög                              |              | Veinge, Halland     |       | 56.548551, 13.111760 | 10151800820001 | Ladda upp en bild av detta fornminne      |
| Veinge 82:2                             | Hög                              |              | Veinge, Halland     |       | 56.548441, 13.111687 | 10151800820002 | Ladda upp en bild av detta fornminne      |
| Veinge 82:3                             | Hög                              |              | Veinge, Halland     |       | 56.548276, 13.111536 | 10151800820003 | Ladda upp en bild av detta fornminne      |
| Veinge 85:1                             | Hög                              |              | Veinge, Halland     |       | 56.547670, 13.114005 | 10151800850001 | Ladda upp en bild av detta fornminne      |
| Ebbarpshög (Veinge 97:1)                | Hög                              |              | Veinge, Halland     |       | 56.542147, 13.133800 | 10151800970001 | Ladda upp en bild av detta fornminne      |
| Veinge 97:2                             | Stensättning                     |              | Veinge, Halland     |       | 56.542153, 13.133991 | 10151800970002 | Ladda upp en bild av detta fornminne      |
| Veinge 97:3                             | Stensättning                     |              | Veinge, Halland     |       | 56.542109, 13.133557 | 10151800970003 | Ladda upp en bild av detta fornminne      |
| Lommakull (Veinge 98:1)                 | Hög                              |              | Veinge, Halland     |       | 56.552610, 13.132648 | 10151800980001 | Ladda upp en bild av detta fornminne      |
| Veinge 101:1                            | Hög                              |              | Veinge, Halland     |       | 56.555540, 13.124719 | 10151801010001 | Ladda upp en bild av detta fornminne      |
| Veinge 101:2                            | Stensättning                     |              | Veinge, Halland     |       | 56.555340, 13.124569 | 10151801010002 | Ladda upp en bild av detta fornminne      |
| Veinge 101:3                            | Stensättning                     |              | Veinge, Halland     |       | 56.555071, 13.124586 | 10151801010003 | Ladda upp en bild av detta fornminne      |
| Veinge 103:1                            | Stensättning                     |              | Veinge, Halland     |       | 56.554626, 13.125026 | 10151801030001 | Ladda upp en bild av detta fornminne      |
| Ullshöj (Veinge 105:1)                  | Hög                              |              | Veinge, Halland     |       | 56.570994, 13.141652 | 10151801050001 | Ladda upp en bild av detta fornminne      |
| Veinge 106:1                            | Hög                              |              | Veinge, Halland     |       | 56.567361, 13.153843 | 10151801060001 | Ladda upp en bild av detta fornminne      |
| Svejsbjär (Veinge 108:1)                | Hög                              |              | Veinge, Halland     |       | 56.542696, 13.168014 | 10151801080001 | Ladda upp en bild av detta fornminne      |
| Veinge 109:1                            | Hällristning                     |              | Veinge, Halland     |       | 56.547163, 13.156659 | 10151801090001 | Ladda upp en bild av detta fornminne      |
| Veinge 143:1                            | Stensättning                     |              | Veinge, Halland     |       | 56.539460, 13.133792 | 10151801430001 | Ladda upp en bild av detta fornminne      |
| Veinge 143:2                            | Stensättning                     |              | Veinge, Halland     |       | 56.539324, 13.133719 | 10151801430002 | Ladda upp en bild av detta fornminne      |
| Veinge 146:1                            | Hög                              |              | Veinge, Halland     |       | 56.542138, 13.147526 | 10151801460001 | Ladda upp en bild av detta fornminne      |
| Veinge 150:1                            | Stensättning                     |              | Veinge, Halland     |       | 56.544229, 13.146923 | 10151801500001 | Ladda upp en bild av detta fornminne      |

## Våxtorp
| Namn                    | Lämningstyp                 | Tillkomsttid | Historisk indelning | Plats | Läge                 | ID-nr          | Bild                                 |
| ----------------------- | --------------------------- | ------------ | ------------------- | ----- | -------------------- | -------------- | ------------------------------------ |
| Våxtorp 2:1             | Stensättning                |              | Våxtorp, Halland    |       | 56.418222, 13.112126 | 10152100020001 | Ladda upp en bild av detta fornminne |
| Våxtorp 3:1             | Hällristning                |              | Våxtorp, Halland    |       | 56.419723, 13.153794 | 10152100030001 | Ladda upp en bild av detta fornminne |
| Våxtorp 3:2             | Hällristning                |              | Våxtorp, Halland    |       | 56.419835, 13.153368 | 10152100030002 | Ladda upp en bild av detta fornminne |
| Våxtorp 5:1             | Hällristning                |              | Våxtorp, Halland    |       | 56.419900, 13.152863 | 10152100050001 | Ladda upp en bild av detta fornminne |
| Våxtorp 5:2             | Hällristning                |              | Våxtorp, Halland    |       | 56.419963, 13.152861 | 10152100050002 | Ladda upp en bild av detta fornminne |
| Våxtorp 6:1             | Stensättning                |              | Våxtorp, Halland    |       | 56.417095, 13.156189 | 10152100060001 | Ladda upp en bild av detta fornminne |
| Våxtorp 6:2             | Stensättning                |              | Våxtorp, Halland    |       | 56.417220, 13.156167 | 10152100060002 | Ladda upp en bild av detta fornminne |
| Våxtorp 6:3             | Stensättning                |              | Våxtorp, Halland    |       | 56.417025, 13.156370 | 10152100060003 | Ladda upp en bild av detta fornminne |
| Våxtorp 7:1             | Stensättning                |              | Våxtorp, Halland    |       | 56.394412, 13.070116 | 10152100070001 | Ladda upp en bild av detta fornminne |
| Våxtorp 8:1             | Hög                         |              | Våxtorp, Halland    |       | 56.394927, 13.064769 | 10152100080001 | Ladda upp en bild av detta fornminne |
| Våxtorp 15:1            | Hällristning                |              | Våxtorp, Halland    |       | 56.404076, 13.174692 | 10152100150001 | Ladda upp en bild av detta fornminne |
| Våxtorp 15:2            | Hällristning                |              | Våxtorp, Halland    |       | 56.404080, 13.174796 | 10152100150002 | Ladda upp en bild av detta fornminne |
| Våxtorp 37:1            | Stensättning                |              | Våxtorp, Halland    |       | 56.393125, 13.074167 | 10152100370001 | Ladda upp en bild av detta fornminne |
| Våxtorp 47:1            | Hög                         |              | Våxtorp, Halland    |       | 56.441517, 13.098819 | 10152100470001 | Ladda upp en bild av detta fornminne |
| Blåhögen (Våxtorp 48:1) | Hög                         |              | Våxtorp, Halland    |       | 56.441571, 13.097818 | 10152100480001 | Ladda upp en bild av detta fornminne |
| Våxtorp 190:1           | Grav markerad av sten/block |              | Våxtorp, Halland    |       | 56.345763, 13.210496 | 10152101900001 | Ladda upp en bild av detta fornminne |

## Ysby
| Namn                   | Lämningstyp                 | Tillkomsttid | Historisk indelning | Plats | Läge                 | ID-nr          | Bild                                 |
| ---------------------- | --------------------------- | ------------ | ------------------- | ----- | -------------------- | -------------- | ------------------------------------ |
| Ysby 1:1               | Hög                         |              | Ysby, Halland       |       | 56.480932, 13.039200 | 10152300010001 | Ladda upp en bild av detta fornminne |
| Ysby 1:2               | Hög                         |              | Ysby, Halland       |       | 56.481138, 13.039726 | 10152300010002 | Ladda upp en bild av detta fornminne |
| Ysby 2:1               | Stensättning                |              | Ysby, Halland       |       | 56.479531, 13.044451 | 10152300020001 | Ladda upp en bild av detta fornminne |
| Ysby 3:1               | Hög                         |              | Ysby, Halland       |       | 56.478118, 13.034506 | 10152300030001 | Ladda upp en bild av detta fornminne |
| Enastigahög (Ysby 6:1) | Hög                         |              | Ysby, Halland       |       | 56.484233, 13.065266 | 10152300060001 | Ladda upp en bild av detta fornminne |
| Tvåstenarna (Ysby 7:1) | Grav markerad av sten/block |              | Ysby, Halland       |       | 56.486344, 13.075634 | 10152300070001 | Ladda upp en bild av detta fornminne |
| Tvåstenarna (Ysby 7:2) | Grav markerad av sten/block |              | Ysby, Halland       |       | 56.486220, 13.075693 | 10152300070002 | Ladda upp en bild av detta fornminne |
| Ysby 8:1               | Hög                         |              | Ysby, Halland       |       | 56.490082, 13.074851 | 10152300080001 | Ladda upp en bild av detta fornminne |
| Ysby 8:2               | Hög                         |              | Ysby, Halland       |       | 56.490115, 13.075465 | 10152300080002 | Ladda upp en bild av detta fornminne |
| Ysby 8:3               | Hög                         |              | Ysby, Halland       |       | 56.489980, 13.075475 | 10152300080003 | Ladda upp en bild av detta fornminne |
| Ysby 8:4               | Hög                         |              | Ysby, Halland       |       | 56.490015, 13.075798 | 10152300080004 | Ladda upp en bild av detta fornminne |
| Ysby 9:1               | Hög                         |              | Ysby, Halland       |       | 56.489689, 13.077544 | 10152300090001 | Ladda upp en bild av detta fornminne |
| Ysby 11:1              | Hög                         |              | Ysby, Halland       |       | 56.489149, 13.074909 | 10152300110001 | Ladda upp en bild av detta fornminne |
| Ysby 14:1              | Hög                         |              | Ysby, Halland       |       | 56.485818, 13.086570 | 10152300140001 | Ladda upp en bild av detta fornminne |
| Ysby 18:1              | Hög                         |              | Ysby, Halland       |       | 56.495489, 13.117713 | 10152300180001 | Ladda upp en bild av detta fornminne |
| Karakull (Ysby 20:1)   | Hög                         |              | Ysby, Halland       |       | 56.500142, 13.128864 | 10152300200001 | Ladda upp en bild av detta fornminne |
| Ysby 21:1              | Hög                         |              | Ysby, Halland       |       | 56.499216, 13.137034 | 10152300210001 | Ladda upp en bild av detta fornminne |
| Ysby 22:1              | Hög                         |              | Ysby, Halland       |       | 56.497086, 13.136935 | 10152300220001 | Ladda upp en bild av detta fornminne |
| Skäppehög (Ysby 23:1)  | Stensättning                |              | Ysby, Halland       |       | 56.507537, 13.199225 | 10152300230001 | Ladda upp en bild av detta fornminne |
| Ysby 28:1              | Hög                         |              | Ysby, Halland       |       | 56.482005, 13.054749 | 10152300280001 | Ladda upp en bild av detta fornminne |
| Ysby 29:1              | Hög                         |              | Ysby, Halland       |       | 56.479730, 13.092910 | 10152300290001 | Ladda upp en bild av detta fornminne |
| Ysby 30:1              | Hällristning                |              | Ysby, Halland       |       | 56.476732, 13.120858 | 10152300300001 | Ladda upp en bild av detta fornminne |
| Ysby 31:1              | Hög                         |              | Ysby, Halland       |       | 56.479782, 13.126123 | 10152300310001 | Ladda upp en bild av detta fornminne |
| Ysby 31:2              | Hög                         |              | Ysby, Halland       |       | 56.479527, 13.125959 | 10152300310002 | Ladda upp en bild av detta fornminne |
| Ysby 31:3              | Hög                         |              | Ysby, Halland       |       | 56.479371, 13.125773 | 10152300310003 | Ladda upp en bild av detta fornminne |